# Marzieh
Khadijeh Achraf Al-Sadat Mortezaii (en persan : اشرف‌السادات مرتضایی), née le 21 mars 1924 à Téhéran et morte le 13 octobre 2010 à Neuilly-sur-Seine, plus connue sous le nom de Marzieh (en persan : مرضیه) est une chanteuse de musique folklorique persane, et de musique moderne iranienne.

## Biographie

### Carrière en Iran
Marzieh est la fille d'un imam modéré ; tandis que sa mère est issue d'une famille d'artistes et de musiciens. Ses parents l'encouragent à poursuivre une carrière musicale, notamment sa mère, elle-même joueuse de târ.
Marzieh commence sa carrière dans les années 1940 à Radio Téhéran, et travaille avec de grands paroliers et auteurs de chansons perses, comme Ali Tajvidi, Parviz Yahaghi, Homayoun Khorram, Rahim Moeini Kermanshahi et Bijan Taraghi. Marzieh a également chanté avec l'Orchestre Farabi, dirigé par Morteza Hannaneh, un pionnier de la musique polyphonique persane, dans les années 1960 et 1970. Sa première grande représentation publique a eu lieu en 1942 : bien qu'encore adolescente, elle joue le rôle principal de Chirine à l'opéra Jame'eh Barbod dans l'opérette persane Chirine et Farhad. Elle chantera ensuite devant des personnes célèbres telles le chah d'Iran (à l'occasion de son mariage en 1959 avec Farah Diba), la reine Élisabeth II, Konrad Adenauer et Richard Nixon.
Après la révolution islamique de 1979, les représentations publiques et les diffusions d'albums de chanteuses sont totalement interdites pendant dix ans. L'ayatollah Khomeini décrète : « Les voix des femmes ne doivent pas être entendues par des hommes autres que les membres de leur propre famille. ».
Marzieh déclarera que pour continuer sa pratique vocale, elle avait l'habitude de marcher la nuit de sa maison située dans les contreforts historiques du Niavaran, au nord de Téhéran, jusqu'à sa maison secondaire dans les montagnes, où elle chantait à côté d'une cascade rugissante : « J'allais à la campagne et je chantais pour les montagnes, les oiseaux, pour l'eau, pour les collines, juste pour éviter que ma voix n'atteigne un mollah. ».
Après la mort de Khomeini, les mollahs laissent entendre qu'elle pourrait continuer sa carrière, à condition qu'elle ne chante jamais pour les hommes. Elle refuse en déclarant : « J'ai toujours chanté pour tous les Iraniens. ».

### Exil en France
En 1994, lors d'un voyage à Paris, Marzieh rompt avec son pays et demande le statut de réfugiée politique. Elle devient membre du Conseil national de la résistance iranienne, et va plusieurs fois en Irak dans les camps d'entraînement de l'Organisation des moudjahiddines du peuple iranien, où elle donnait parfois des récitals improvisés. Son concert prévu en novembre 1994 au Palais des Congrès, à Paris, est interdit par le ministre de l'Intérieur, Charles Pasqua, car jugé trop politique.
Elle donne plusieurs autres concerts, notamment au Pantages Theatre à Hollywood (Los Angeles), et au Royal Albert Hall de Londres. Elle travaille avec différents musiciens, dont le compositeur parisien Mohammad Shams et le joueur de târ Hamid Reza Taherzadeh. Son dernier concert a lieu à l'Olympia en 2006.
France 3 compare la voix de Marzieh à celles des grandes chanteuses Édith Piaf et Maria Callas. La presse européenne l'a également comparée à Vanessa Redgrave et Melina Mercouri, par sa volonté de faire passer ses convictions politiques et les droits de l'homme avant sa carrière, et même avant sa propre sécurité.

### Vie privée
Elle a été mariée deux fois ; avec son premier mari, elle a eu une fille, Hengameh Amini, et avec son second mari Malik Afzali, elle a eu un fils.
Marzieh décède d'un cancer le 13 octobre 2010 à Paris, à l'âge de 86 ans. Maryam Radjavi, co-dirigeante des moudjahiddines du peuple iranien, a prononcé son éloge funèbre. Elle a été inhumée le 18 octobre 2010 au cimetière d'Auvers-sur-Oise, près de Paris.